# Andreas Berger (Kameramann)
Andreas Berger (* 20. Jahrhundert) ist ein österreichischer Kameramann aus Klosterneuburg.
Andreas Berger ist seit Anfang der 1990er Jahre als Kameramann im Bereich Film und Werbung tätig. 2002 wurde er für seine Arbeit bei Was tun, wenn’s brennt? für den Deutschen Kamerapreis nominiert.
Insgesamt wirkte er bei mehr als 20 Filmproduktionen mit.

## Filmografie (Auswahl)
- 2000: Die Nichte und der Tod (Fernsehfilm)
- 2001: Was tun, wenn’s brennt?
- 2003: Anatomie 2
- 2007: Freigesprochen
- 2010: Vincent will Meer
- 2011: Resturlaub
- 2013: Spieltrieb
- 2014: Das Attentat – Sarajevo 1914
- 2015: Fack ju Göhte 2
- 2015: Traumfrauen
- 2016: SMS für Dich
- 2017: High Society
- 2018: Das schönste Mädchen der Welt
- 2018: Kalte Füße
- 2018: Die Professorin – Tatort Ölfeld
- 2019: Glück gehabt
- 2020: Enkel für Anfänger
- 2021: Generation Beziehungsunfähig
- 2021: Prey
- 2022: Sachertorte
- 2022: Jagdsaison
- 2023: Silber und das Buch der Träume
- 2024: Eine Million Minuten
- 2024: Der Spitzname
- 2025: Drunter und Drüber – Chaos auf dem Friedhof (Fernsehserie)